# Aleisanthia
Aleisanthia är ett släkte av måreväxter. Aleisanthia ingår i familjen måreväxter.
Kladogram enligt Catalogue of Life:
| Aleisanthia | \| \| Aleisanthia rupestris \| \| \| \| \| \| Aleisanthia sylvatica \| \| \| \| |
|             | \| \| Aleisanthia rupestris \| \| \| \| \| \| Aleisanthia sylvatica \| \| \| \| |
|             | Aleisanthia rupestris                                                           |
|             |                                                                                 |
|             | Aleisanthia sylvatica                                                           |
|             |                                                                                 |